# ТЕС Хазіра (GSEG)
21°9′55″ пн. ш. 72°39′41″ сх. д. / 21.16528° пн. ш. 72.66139° сх. д.
ТЕС Хазіра (GSEG) — теплова електростанція на заході Індії у штаті Гуджарат.
У 2001—2002 роках на майданчику станції став до ладу енергоблок комбінованого парогазового циклу потужністю 156 МВт. Встановлені в ньому дві газові турбіни потужністю по 52 МВт живлять через відповідну кількість котлів-утилізаторів одну парову турбіну з показником 52,1 МВт.
У 2012-му став до ладу другий парогазовий блок потужністю 351 МВт, в якому одна газова турбіна потужністю 223 МВт живить через котел-утилізатор одну парову турбіну з показником 129 МВт.
Основним паливом для станції є природний газ, проте вона також може  споживати суміш легких рідких вуглеводнів (naphtha). ТЕС спорудили з розрахунку на використання ресурсу з родовища Хазіра, який подається від офшорного маніфольду до району Мора, де саме й розташована електростанція GSEG. Втім, наразі в Хазірі також діє термінал для прийому ЗПГ, крім того, трубопровід Дахедж — Хазіра сполучає з найбільшим індійським терміналом ЗПГ у Дахеджі.
Для охолодження використовують воду з річки Тапті.
Проєкт втілили через компанію Gujarat State Energy Generation (GSEG), серед учасників якої є нафтогазова компанія штату Гуджарат Gujarat State Petroleum Corporation (GSPC), найбільша газова компанія Індії GAIL та ще кілька належних Гуджарату компаній. При цьому GSPC також бере участь у розробці родовища Хазіра, а дочірня компанія GSPC — Gujarat State Petronet Limited — володіє трубопроводом Дахедж — Хазіра.
Можливо відзначити, що в районі Хазіри також працюють ТЕС Кавас та ТЕС Хазіра, споруджена металургійною компанією Essar.